# ناحیه قدیل
ناحیه قدیل (به عربی: دائرة قدیل) ، یک ناحیه در الجزایر است که در استان وهران واقع شده‌است. ناحیه قدیل ۱۸۸٫۷۸ کیلومتر مربع مساحت و ۵۲٬۲۲۱ نفر جمعیت دارد.